# River Corfe
Der River Corfe (auch Corfe River) ist ein kleiner Fluss in Dorset, England. Der Corfe entsteht am nördlichen Rand des Dorfes Harman’s Cross auf der Isle of Purbeck und fließt zunächst in westlicher Richtung durch den Ort Corfe Castle. Am Fuß von Corfe Castle nimmt der Fluss eine nördliche Richtung und bildet zusammen mit mehreren kleinen Bächen den Mündungstrichter des Whych Channel im Poole Harbour. Der River Corfe ist einer der Flüsse, deren Auswaschung zur Bildung des Poole Harbour beigetragen haben.